# Pavel Zuna
Pavel Zuna (* 31. března 1967 Praha) je český novinář a jeden z nejpopulárnějších moderátorů a reportérů porevoluční éry. Postupně pracoval na všech třech nejsledovanějších televizních kanálech v zemi, během své kariéry vyhrál řadu cen a zavedl několik nových pořadů. Od roku 2012 pracuje Pavel Zuna pro společnost Emma Capital a také se aktivně podílel na produkci celé řady pořadů vysílaných internetovou televizí Stream.cz. Od roku 2018 spolupracuje s internetovou televizí MALL.TV a na YouTube je známý pro svůj pořad Životy slavných.

## Soukromý život
Pavel Zuna se narodil v Praze v roce 1967. Jeho otec, Petr Zuna, je profesorem na Českém vysokém učení technickém, kde mezi roky 1997 až 2000 působil jako rektor. Matka Marie pracuje jako lékařka, stejně jako jeho o 4 roky mladší bratr Jan, který je dětským hematoonkologem.
Po maturitě v roce 1985 nastoupil na Vysokou školu ekonomickou v Praze, kde v roce 1989 získal inženýrský titul z mezinárodního obchodu.

## Kariéra

### Československá a Česká televize
V roce 1991 nastoupil Zuna jako stážista do Československé televize a už v létě roku 1992 dostal příležitost moderovat hlavní zpravodajský pořad Deník ČST. S rozpadem Československa došlo v roce 1993 i k rozdělení televize a Zuna se stal moderátorem pořadu Události, komentáře, vysílaného na České televizi. Ještě v tomtéž roce pak začal moderovat hlavní večerní zpravodajskou relaci Události. K tomu navíc zastával funkci vedoucího ekonomické redakce. Mezi roky 1996 až 1998 zpravodajsky pokrýval zahraniční cesty prezidenta Václava Havla.

### Philip Morris
V roce 1998 opustil Zuna televizi a začal pracovat jako mluvčí společnosti Tabák a.s. (dnes Philip Morris — Česká republika). Ještě před koncem roku mu ale ředitel TV Nova Vladimír Železný nabídl práci moderátora hlavní zpravodajské relace a Zuna jeho nabídku přijal.

### TV Nova
Svou kariéru v TV Nova zahájil v den pátého výročí televize — 4. února 1999. Na několik následující let se jeho spolumoderátorkou stala Mirka Čejková. V srpnu 1999 pak povýšil na šéfredaktora zpravodajství s tím, že i nadále uváděl Televizní noviny.
Pod jeho vedením zavedla zpravodajská relace několik nových pořadů, mj. Střepiny nebo Víkend. V roce 2004 vyměnil Zuna šéfredaktorskou pozici za práci náměstka programové ředitelky, kterou v té době byla Libuše Šmuclerová. Kromě moderování Televizních novin tak přebral zodpovědnost i za speciální projekty TV Nova. Zodpovídal za první a druhou řadu pěvecké soutěže Česko hledá SuperStar či pořad Výměna manželek, k němuž navíc psal scénář.

### Mediální přestávka
V roce 2006 Zuna odešel do podnikatelského sektoru a po dobu jednoho roku působil v Rusku ve společnosti Home Credit. Na televizní obrazovky se vrátil v roce 2007, tentokrát jako zaměstnanec televize Prima.

### Prima
Od roku 2007 moderoval soutěž Ber nebo neber a o rok později dostal funkci šéfredaktora zpravodajství. Současně s tím začal uvádět večerní zpravodajskou relaci Zprávy. Zuna změnil strukturu Zpráv, stejně jako jejich vysílací čas. Přesunul pořad z 19:00 na 19:30 hodin, se záměrem konkurovat Televizním novinám TV Nova, které začínaly také v 19:30 a které Zuna sám sedm let vedl. Po slibném začátku se ale sledovanost Zpráv opět propadla a o tři měsíce později byla Prima nucena zvolit dřívější vysílací čas – 18:55.

### Stream.cz
V roce 2010 přijal práci programového ředitele internetové televize Stream.cz. Současně se pak autorsky nebo dramaturgicky podílel na přípravě následujících pořadů:
- 2010: Sexuální idoly století
- 2010: Slavné dny
- 2011: Slavné dvojice
- 2011: Slavné sportovní okamžiky
- 2012: Závod o hrad
- 2014: Slavní neznámí
- 2015: Slavné značky

V roce 2014 navíc vydal knihu Slavné dny — 50 + 2 příběhy, které psaly historii, která vycházela z epizod stejnojmenného pořadu. V roce 2016 dopsal Zuna druhý díl knihy.

### MALL.TV / Fameplay
V roce 2018 začal spolupracovat s internetovou televizí MALL.TV (později přejmenována na Fameplay), pro kterou připravil desetidílnou sérii Legendární komentátoři, zaměřenou na významné osobnosti českého sportovního komentáře, dále několik sérií pořadu Top Moment (celkem 46 epizod), o klíčových momentech v kariérách významných osobností. Především sportovců a olympijských vítězů. 
Na dnes již legendární pořad Slavné dny zde v září 2020 navázal s týmem autorů (Martin Krušina, Jakub Klingohr a Anna Zunová, Adéla Zunová) pořadem Životy slavných, ve kterém nezaměnitelným způsobem vypráví životní příběhy mužů a žen, kteří měnili svět. 
Svůj hlas propůjčil také pořadům Psí hrdinové, Svět v kostce (ve spolupráci se stavebnicemi Lego) a Legendy KVIFFu o osobnostech spjatých s filmovým festivalem v Karlových Varech (vysíláno na sesterské platformě KVIFF.TV). 
Pořad Životy slavných má od května 2022 také svůj kanál na YouTube.com, kde v srpnu 2023 přesáhl hranici 100 tisíc odběratelů. V září 2023 vznikl stejnojmenný kanál na platformě HeroHero, kde si diváci mohou předplatit novou sérii pořadu. V červenci 2025 má okolo 7500 pravidelných předplatitelů. Autoři vydali také knižní publikaci (kalendář) Životy slavných na každý den.  

### Emma Capital
Zuna pracuje pro společnost Emma Capital ve funkci manažera pro vztahy s veřejností.

## Ocenění
Zuna je šestinásobným držitelem ceny TýTý v kategorii Osobnost televizního zpravodajství (1999 až 2004). Tuto kategorii nikdo nevyhrál víckrát než on.
Mezi lety 1999 až 2005 navíc pravidelně získával cenu TV Nova ANNO v kategorii Muž roku. Diváci televizní stanice pro něj hlasovali sedm let v řadě.